# 24 Hores de Montjuïc 1968
L'edició de 1968 de les 24 Hores de Montjuïc fou la 14a d'aquesta prova, organitzada per la Penya Motorista Barcelona al Circuit de Montjuïc el cap de setmana del 6 i 7 de juliol. Era la tercera prova de la Copa FIM de resistència d'aquell any.

## Classificació general
| Posició | Pilot 1                    | Pilot 2           | Motocicleta | Voltes |
| ------- | -------------------------- | ----------------- | ----------- | ------ |
| 1       | Joan Antoni Rodés "Juanjo" | Ricard Fargas     | Norton 750  | 635    |
| 2       | Ken G. Buckmaster          | Austin Kinsella   | Triumph     | 631    |
| 3       | Reg Everett                | Paul Smart        | Ducati      | 623    |
| 4       | Pere Julià                 | Josep Mañer       | OSSA        | 622    |
| 5       | "Squalo Néstor"            | Alfons Sala       | OSSA        | 618    |
| 6       | Alan Peck                  | Mick Andrew       | BSA         | 608    |
| 7       | "Pitín"                    | Manuel Millet     | OSSA        | 606    |
| 8       | Chris Hopes                | Ken Redfern       | Triumph     | 596    |
| 9       | Jan Strijbis               | Bob Harrington    | Triumph     | 582    |
| 10      | Pere Castellví             | Jaume Alguersuari | Bultaco     | 578    |

1. ↑  2.407,062 km totalitzats, a una velocitat mitjana de 100,431 km/h.

## Trofeus addicionals

El Circuit de Montjuïc

| Trofeu                                      | Guanyador                                           |
| ------------------------------------------- | --------------------------------------------------- |
| Trofeu Juan Antonio Samaranch               | Salvador Cañellas - Carles Rocamora                 |
| Trofeu Conrado Cadirat per equips de marca  | OSSA                                                |
| XIV Trofeu "Centauro" de El Mundo Deportivo | Norton (Joan Antoni Rodés "Juanjo" - Ricard Fargas) |